# Falla de la Plaza de la Mercé

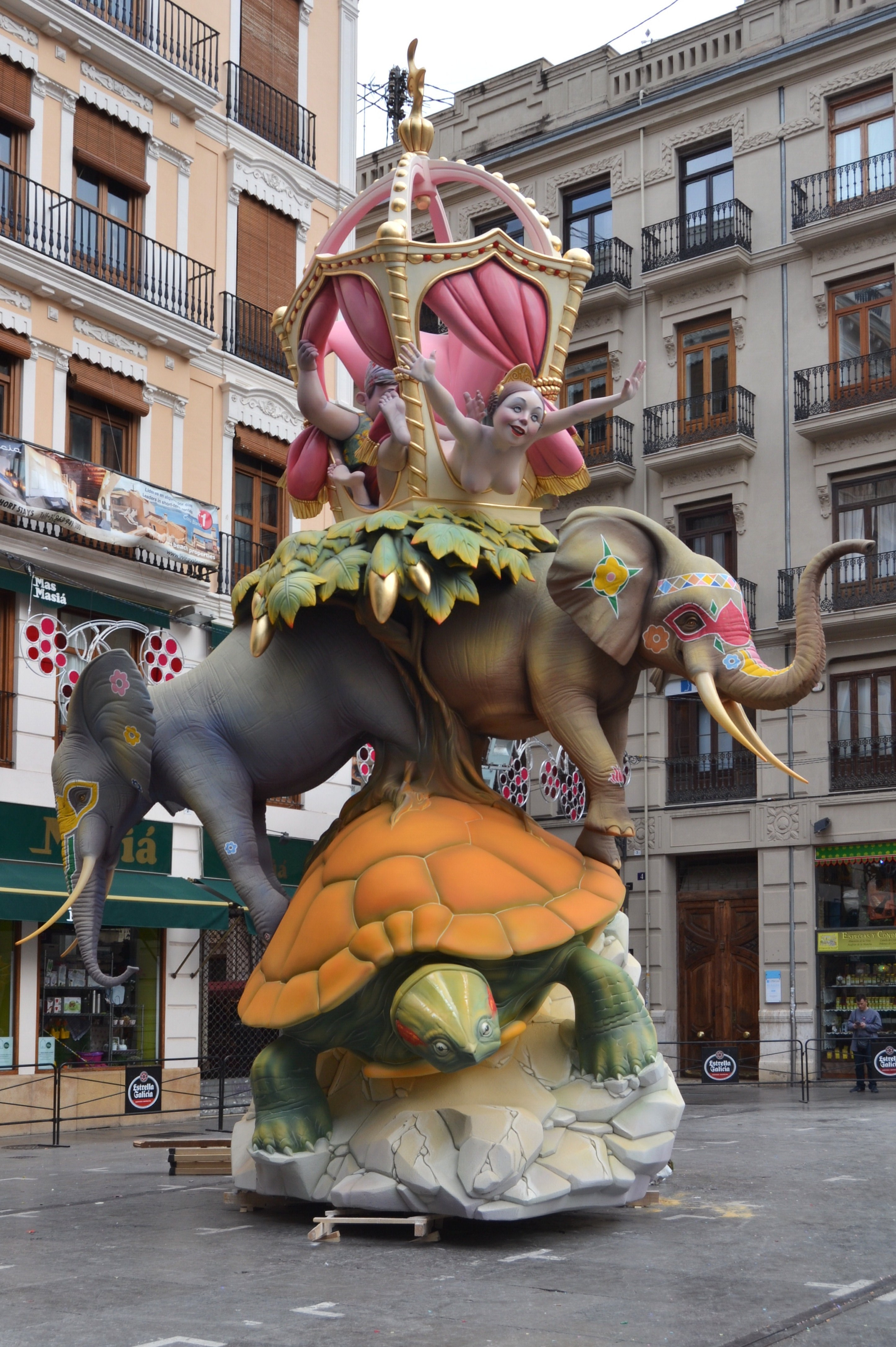
Falla de la plaza de Mercé, 2016

La Falla  Plaça de la Mercé es una falla de la Ciudad de Valencia, con el número de censo nº 11, situada en la plaza que da nombre a la comisión..
El origen de la falla data del año 1872, en que se plantó la primera falla a esa plaza. Desde entonces siempre se  plantaría una falla en la plaza, a excepción de 1915, y de los tres años (1937-1939) que duraría la Guerra Civil Española.
Al acabar el conflicto bélico es cuando la falla se constituye formalmente como tal. 
En 1943 (con un premio compartido con otras dos comisiones) ganaría el primer premio de la sección especial.
De nuevo, en 1972 se alzó con el máximo galardón de todas las categorías con el monumento creado por Salvador Debón Cortina y que llevaba por lema "La Contaminació".
Esta histórica falla estuvo a punto de desaparecer el 2005 debido a problemas económicos, si bien pocos años después volvieron a plantar en la máxima categoría.